# Interleucina 3
Interleucina 3, também denominada multi-CSF, é fator estimulador de todas as linhagens hemopoéticas. Ela aumenta a proliferação das células mielóides precursoras (eritroblásticas, mielomonocíticas e megacarioblásticas).

## Descoberta
Interleucina 3 foi originalmente descoberto por James N Ihle em ratos. Ele descobriu um fator derivado de células T que induz a síntese de 20-alfa-hidroxiesteróide desidrogenase em células hematopoiéticas e a denominou Interleucina 3.

## Interações
Interleucina 3 demonstrou interagir com IL3RA.